# Херцфельд, Джим
Джим Херцфельд — американский сценарист кино и телевидения, который также работал телевизионным продюсером. Херцфельд окончил Школу театра, кино и телевидения Калифорнийского университета в Лос-Анджелесе (TFT) в 1984 году. Самая ранняя телевизионная заслуга Херцфельда — Это шоу Гарри Шендлинга в 1986 году, за которым последовали почти 10 лет написания и продюсирование в кадрах ситкома, в том числе «Женат … с детьми». Самая ранняя работа Херцфельда в художественном кино — это работа над культовой комедией Ленты в 1988 году. Самой успешной работой Херцфельда было написание сценария к фильму 2000 года Знакомство с родителями, а также автор сценария сюжет и сценарий к его продолжению 2004 года Знакомство с Факерами. Херцфельд был также автором отмененной Circle 7 Animation версии Toy Story 3.